# Hippolyte catagrapha
Crevette crinoïde
Espèce
Hippolyte catagrapha, communément appelé la Crevette crinoïde, est une espèce de crevettes de la famille des Hippolytidae et du genre Hippolyte. Elle vit camouflée au milieu des bras de la comatule tropicale Tropiometra carinata.

## Description
Hippolyte catagrapha mesure jusqu'à 22 mm.

## Étymologie
Son nom spécifique, du latin catagraphus, « peint, dessiné », lui a été donné en référence à ses motifs complexes et colorés. 

## Publication originale
- (en) Cédric d'Udekem d'Acoz, « New records of Atlantic Hippolyte, with the description of two new species, and a key to all Atlantic and Mediterranean species (Crustacea, Decapoda, Caridea) », Zoosystema, Paris, Muséum national d'histoire naturelle, vol. 29, no 1,‎ 2007, p. 183-207 (ISSN 1280-9551 et 1638-9387, OCLC 263656142, BNF 34546864, lire en ligne).